# Manihot grahamii

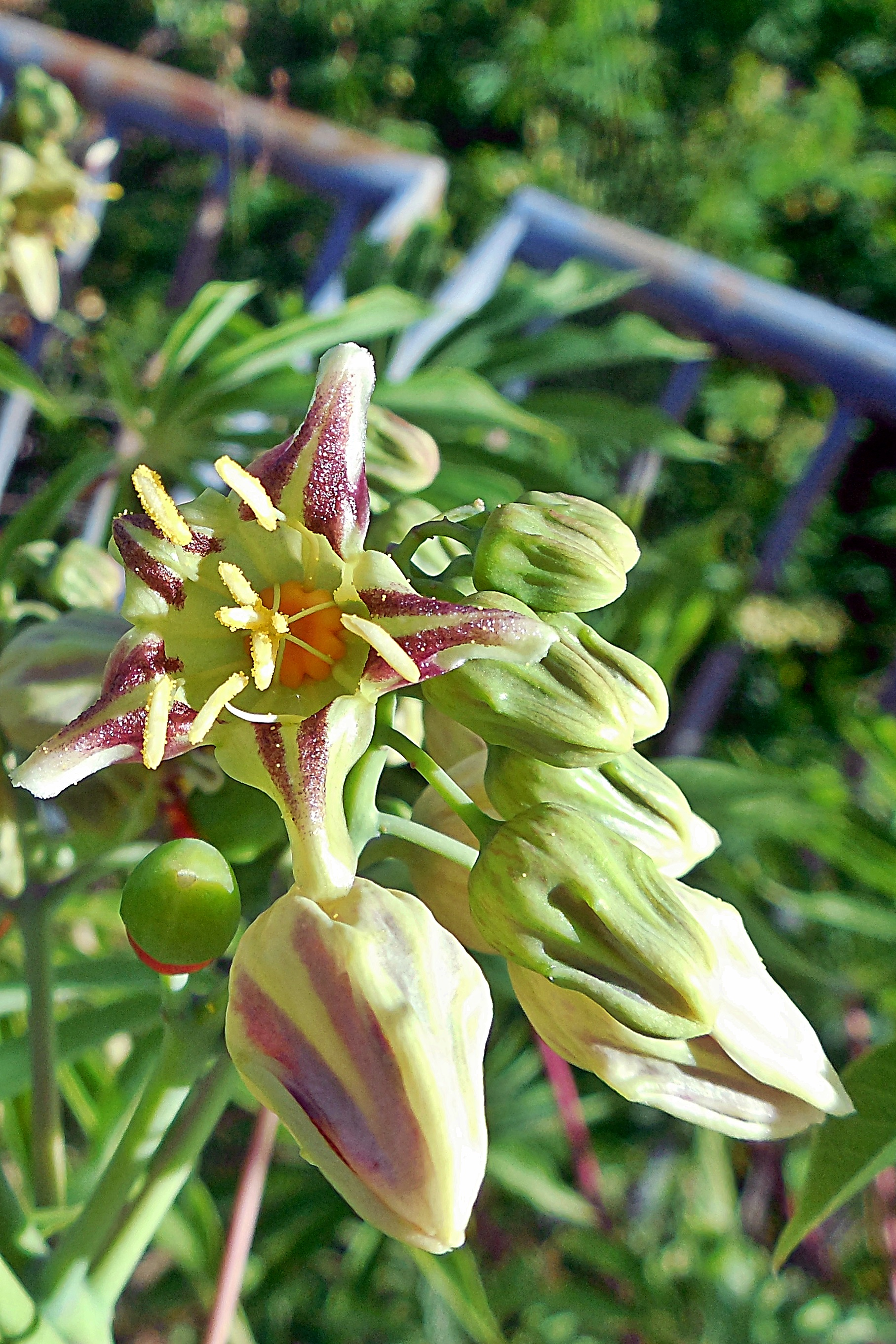
Flores de Manihot grahamii

La mandioca brava (Manihot grahamii) es una especie de árbol pequeño de la familia de las euforbiáceas, autóctona de Sudamérica, se la encuentra en Argentina, Brasil, Paraguay y Uruguay. Recientemente se ha citado su presencia en la zona central de Chile, en la Región Metropolitana y  R. del L.G.B. O´Higgins.

## Descripción
Caducifolio, alcanza de 3 a 6 (9) m de altura,  y tiene un crecimiento rápido y se lo utiliza en jardines y como árbol ornamental urbano.  Crece espontáneamente a los costados de los caminos y en terrenos abandonados. Sus flores son amarillentas verdosas, con pétalos y se presentan en panículas terminales laxas. Florece en primavera y verano.
Fruto tricoco, de 3 cm de diámetro, con tres semillas;  maduros se abren en el árbol despidiendo con velocidad las semillas, a varios metros. Semilla no comestible.
Se reproduce fácilmente por semillas.

## Uso medicinal
Los guaraníes utilizan sus hojas como febrífugas. Su denominación terapéutica es moãro’y: medicina fría.

## Taxonomía
Manihot grahamii fue descrito por William Jackson Hooker y publicado en Icones Plantarum 6: pl. 530, en 1843.
Sinonimia
- Janipha loeflingii var. multifida Graham 1840
- Manihot dulcis var. multifida (Graham) Pax 1910
- Manihot enneaphylla
- Manihot flabellifolia
- Manihot lobata (Chodat & Hassl.) Pax 1910
- Manihot tweediana var. lobata Chodat & Hassl. 1905
- Manihot tweedieana Müll.Arg. 1874[4]

## Nombres comunes
- Falso café, mandioca, falsa mandioca, cafe del monte, mandioca brava, café de isla mandió-guazú, paraíso japonés, .